# Samish
Le samish (Xwsámeshqen en samish) est un dialecte du salish des détroits, langue amérindienne de la famille des langues salish parlée par les Samish (en) (Xws7ámesh en samish) aux États-Unis, dans l'État de Washington. Le dialecte et la langue sont en voie d’extinction.

## Écriture
| 7 | a | ch | ch’ | e | h | i | k | kw | kw’ | l | lh | m | n | ng | o | p | p’ | q | q’ | qw | qw’ | s | sh | t | t’ | tl’ | ts | ts’ | u | w | x̱ | xw | x̱w | y |